# Copris wiesei
Copris wiesei är en skalbaggsart som beskrevs av Hermann Julius Kolbe 1914. Copris wiesei ingår i släktet Copris och familjen bladhorningar. Inga underarter finns listade i Catalogue of Life.